# شما اینجایید
شما اینجایید (به انگلیسی: Are You Here) فیلمی است محصول سال ۲۰۱۳ و به کارگردانی ماتیو واینر است. در این فیلم بازیگرانی همچون اوون ویلسون، زک گالیفیاناکیس، ایمی پولر، لورا رمزی، آلانا دلا گارزا، لورن لپکس، پال کلاوس، ادوارد هرمن، جینا فیشر، دیوید سلبی، پیتر بوگدانوویچ، داو تیفنباک و ملیسا راوش ایفای نقش کرده‌اند.